# Ail à trois angles
Pour les articles homonymes, voir Ail.
Allium triquetrum
Espèce
Classification APG III (2009)
L'ail à trois angles ou ail triquètre est une espèce de plantes à fleurs de la famille des Amaryllidacées qui pousse en région méditerranéenne.
Utilisée pour l'ornement, elle s'est naturalisée en Grande-Bretagne, en Bretagne et en Normandie, principalement sur le littoral. Elle pousse souvent sur les talus, en groupes assez denses.
Sa prolifération en tapis dense, particulièrement en périphérie des zones urbaines et le long des sentiers, entraîne la disparition des espèces locales. L'ail triquètre est considéré en Bretagne comme espèce exotique envahissante au statut d'Invasive avérée et classé comme espèce sous surveillance en Normandie. Un impact économique a aussi été signalé en Australie où l'espèce colonise les pâtures. Le lait voit alors sa qualité altérée, prenant un goût et une odeur forts.

## Description

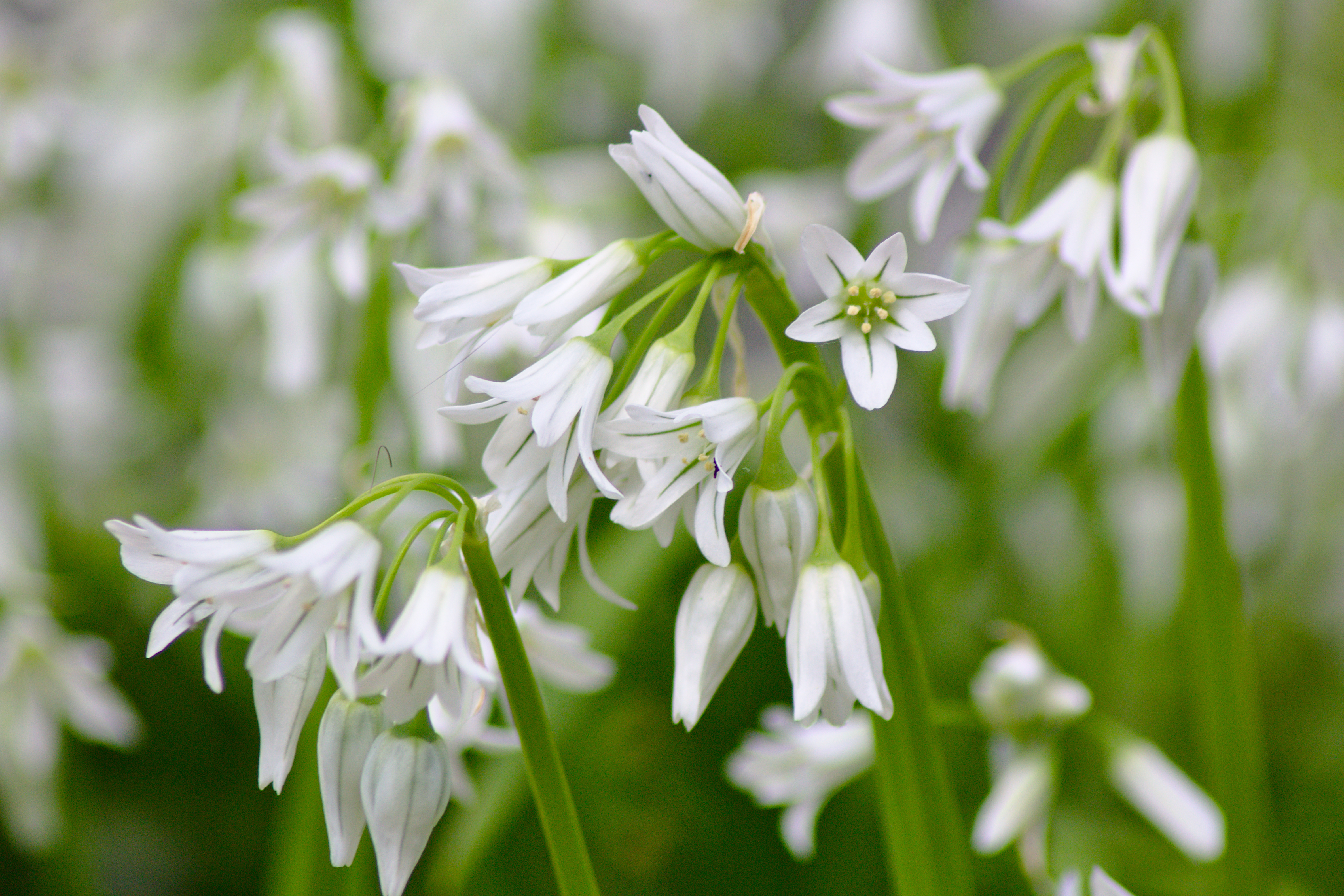
Fleurs d'ail triquètre (Bretagne).

L’Ail triquètre est une plante vivace, gazonnante, de 20 à 50 cm.
Elle possède à sa base un petit bulbe ovoïde, blanchâtre, passant insensiblement à la tige. Cette dernière, épaisse, présente 3 angles aigus. Dans son quart inférieur, elle porte 2 à 3 feuilles linéaires, larges de 5 à 10 mm, légèrement en gouttière sur leur face supérieure et carénées en dessous, atteignant à peu près la hauteur de la tige. Les feuilles sont linéaires, plates à l'extrémité arrondie.

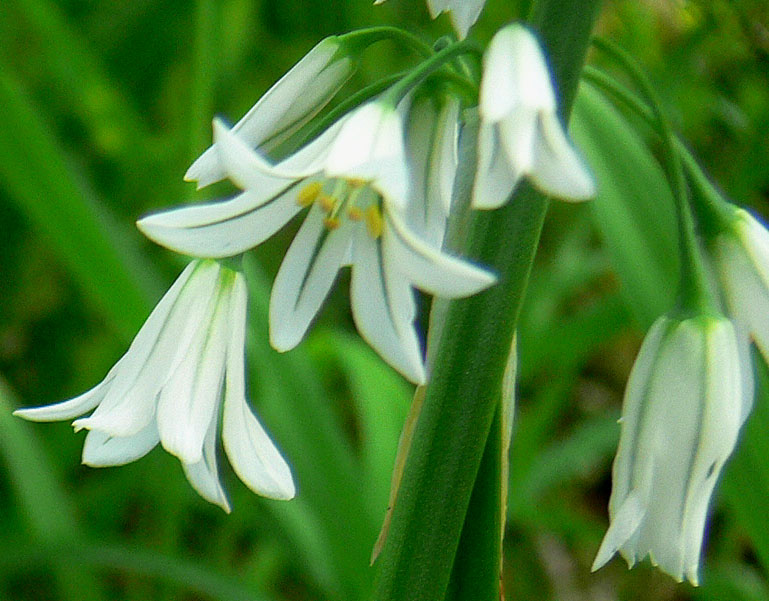
Détail d'un groupe de fleurs (île d'Elbe).

Les fleurs portent six tépales (pétales et sépales non différenciés) blancs avec une nervure verte, formant des clochettes penchées vers le bas. Elles sont groupées vers le haut de la tige sous forme d’ombelles lâches unilatérales.
Coupée ou écrasée, la plante dégage une forte odeur aillée caractéristique du genre Allium.
C'est une plante comestible : bulbe, feuilles et fleurs se mangent crus en pesto, salade, ou cuits.

## Caractéristiques
- Organes reproducteurs :
  - Couleur dominante des fleurs : blanc
  - Période de floraison : avril-juin
  - Inflorescence : ombelle simple
  - Sexualité : hermaphrodite
- Graine
  - Fruit : akène
  - Dissémination : barochore
- Habitat et répartition
  - Habitat type : friches vivaces mésoxérophiles, subméditerranéennes
  - Aire de répartition : méditerranéen occidental

Données d'après: Julve, Ph., 1998 ff. - Baseflor. Index botanique, écologique et chorologique de la flore de France. Version : 23 avril 2004. 